# Mikhail Voloshin
Mikhail "Misha" Voloshin (1953 - 21 març 2020) fou un físic teòric rus i estatunidenc. Voloshin es va llicenciar el 1970 en físiques a l'Escola Estatal de Moscou 57. Voloshin va començar a treballar a l'institut ITEP (Moscou) el 1976 on va obtenir el seu doctorat el 1977. El 1983 va rebre una medalla soviètica i un premi en físiques. D'ençà 1990 va començar a l'Institut de Física Teòrica William I Fine de la Universitat de Minnesota, on va ensenyar física quàntica.
Els seus temes d'investigació al llarg dels anys van incloure: propietats quàntiques de configuracions de camps semiclàssics, desintegració del buit metaestable, regles de suma de la QCD, dinàmica de gauge no-pertorbativa, física del quarkonium pesant, propietats dels hadrons amb sabor obert i pesant, i propietats no estàndards dels neutrins.
El 1997 fou escollit Fellow de la Societat Americana de Física. El 2001 li fou atorgat el Premi J.J. Sakurai de Física Teòrica de Partícules, i el 2004 va guanyar el Premi Alexander-von-Humboldt. Va publicar més de 200 articles en física teòrica d'altes energies, amb un índex-H 55.